# 送桥镇
送桥镇是中华人民共和国江苏省扬州市高邮市下辖的一个镇。
2013年8月15日，江苏省人民政府批复同意撤销郭集镇、送桥镇、天山镇，将原郭集镇、送桥镇、天山镇行政区域合并设立新的送桥镇。镇人民政府驻原送桥镇官路社区。

## 行政区划
送桥镇下辖以下村级行政区划单位：
官路社区、送桥社区、天桥社区、德华社区、黄圩村、常集村、送驾桥村、准堤村、张公渡村、盘塘村、郭集村、槽坊村、邵庄村、毛港村、孙巷村、南茶村、庙家村、肖祠村和神居山村